# 阿博維爾
阿博維爾是西非國家科特迪瓦東南部的城市，也是阿涅比區的首府，位於首都阿比讓以北約80公里，經濟活動以製造業、採礦業和農業為主，2004年居民人數估計約225,000。

## 外部連結
- Ivory Coast Cities Longitude & Latitude